# Dieter Tiedemann
Dieter Johan Heinrich Tiedemann (* 13. März 1935 in Bremerhaven) ist ein ehemaliger deutscher Verwaltungsbeamter in Bremerhaven und Bremer Politiker (SPD). Er war Bremer Senator und Mitglied der Bremischen Bürgerschaft.

## Biografie

### Familie
Dieter Tiedemann wurde als Sohn des Beamten Johann Tiedemann und seiner Frau Adelheid, geborene Katt, in Bremerhaven geboren. Er ist evangelisch und seit 1958 mit Ortrud Tiedemann, geborene Sandersfeld, verheiratet. Er hat einen Sohn.

### Ausbildung und Beruf
Tiedemann absolvierte das Wirtschaftsgymnasium an der Pestalozzischule Bremerhaven mit dem Abitur. Von 1954 bis 1957 war er Inspektorenanwärter für den öffentlichen Dienst in Bremerhaven und danach bis 1971 – zuletzt als Steueroberamtmann – beim Magistrat der Seestadt Bremerhaven beschäftigt. Zwischen 1963 und 1967 war er auch als Fachlehrer für die Gemeindeverwaltungsschule Hannover tätig.
Nach seiner Senatorenzeit war er ab 1979 als selbstständiger Wirtschafts-, Steuer- und Betriebsberater in Bremerhaven-Leherheide tätig.

### Politik
Tiedemann ist seit 1960 Mitglied der SPD und wurde Mitglied im Landesvorstand. Von 1962 bis 1969 war er Vorsitzender der Jungsozialisten (Juso) in Bremerhaven. Für die Zeit von 1971 bis 1975 wählte die SPD ihn in den Vorstand des Unterbezirksvorstandes von Bremerhaven. 
Er war von 1971 bis 1975 und von 1979 bis 1995 Mitglied der Bremer Bürgerschaft. Als solcher war er auch Sprecher der Deputation für den Bremerhavener Fischereihafen und stellvertretender Vorsitzender der SPD-Bürgerschaftsfraktion. Von 1975 bis 1979 war er im Senat Koschnick III Senator für Wirtschaft und Außenhandel als Nachfolger von Senator Karl-Heinz Jantzen (SPD). Ihm folgte als Senator Karl Willms (SPD) im Amt.